# هيدروكسيد الباريوم
هيدروكسيد الباريوم هو مركب كيميائي له الصيغة Ba(OH)2 ، ويكون الشكل التجاري منه على شكل ثماني هيدرات Ba(OH)2.8H2O ، الذي يكون عبارة عن مسحوق بلوري أبيض.

## الخواص
- تتعلق انحلالية مركب هيدروكسيد الباريوم بشكل كبير بدرجة الحرارة . وهي على كل حال أفضل من انحلالية مركب هيدروكسيد الكالسيوم.
- تتفاعل المحاليل المائية من مركب هيدروكسيد الباريوم بشكل قلوي ، حيث يعد من القلويات القوية نظراً لتأينه (تشرده) الكامل .
- ينصهر مركب هيدروكسيد الباريوم ثماني الهيدرات عند 78°س مع مائه البلوري.

## التحضير
يحضر مركب هيدروكسيد الباريوم من حلمهة أكسيد الباريوم .
عملية التحضير هذه ناشرة للحرارة بشكل كبير ، بتبريد المحلول القلوي الساخن نحصل على بلورات المركب الناتج.

## الاستخدامات
- يستخدم مركب هيدروكسيد الباريوم كبديل لـكربونات الباريوم في صناعة السيراميك .
- في الكيمياء التحليلية يستخدم محلول مركب هيدروكسيد الباريوم (مثل هيدروكسيد الكالسيوم) للكشف عن غاز ثنائي أكسيد الكربون ، حيث وجوده في المحلول يؤدي إلى ترسب كربونات الباريوم .

- يستعمل هيدروكسيد الباريوم في الاصطناع العضوي كأساس (قاعدة) قوي، على سبيل المثال في حلمهة الاسترات [4] والنتريلات.[5][6][7]